# 홋카이도 낙엽수림
홋카이도 낙엽수림(영어: Hokkaidō deciduous forests)은 일본 홋카이도의 북쪽 해안과 남쪽 해안을 덮고 있는 온대 활엽수혼합림이다. 보다 북쪽의 아한대림과 보다 남쪽의 온대림의 천이지역에 해당한다. 주된 식생은 신갈나무, 피나무, 물푸레나무다.
지형은 대개 낮은 구릉과 평지로 되어 있다. 서쪽과 북쪽 해안은 차가운 오호츠크해에 면한다. 홋카이도 낙엽수림은 해발고도가 높은 홋카이도 중부 지역의 홋카이도 산악 구과수림을 둘러싸고 있다.